# Wabasca (Alberta)
Wabasca (manchmal auch Wabasca-Desmarais) ist eine Siedlung im Norden von Alberta, Kanada, mit dem Status eines Weilers (englisch Hamlet). Die Siedlung liegt in der Region Nord-Alberta, am Wabasca River, welcher hier den North Wabasca Lake und den South Wabasca Lake verbindet. Wabasca liegt etwa 320 Kilometer nördlich von Edmonton bzw. 130 Kilometer nordöstlich von Slave Lake. 
In Wabasca hat der Verwaltungsbezirk („Municipal District“) Municipal District of Opportunity No. 17 seinen Verwaltungssitz. Angrenzend an die Siedlung finden sich mehrere Reservate (Wabasco Indian Reserve No. 166A, 166B, 166D) verschiedener Völker der First Nations, hier hauptsächlich Gruppen der Woodland Cree.
Der Zensus im Jahr 2016 ergab für die Siedlung eine Bevölkerungszahl von 1406 Einwohnern, nachdem der Zensus im Jahr 2011 für die Siedlung eine Bevölkerungszahl von nur 1302 Einwohnern ergeben hatte. Die Bevölkerung hat damit im Vergleich zum letzten Zensus im Jahr 2011 leicht unterdurchschnittlich um 8,0 % zugenommen, während der Provinzdurchschnitt bei einer Bevölkerungszunahme von 11,6 % lag. Bereits im Zensuszeitraum 2006 bis 2011 hatte die Einwohnerzahl in der Siedlung etwas überdurchschnittlich um 12,6 % zugenommen, während sie im Provinzdurchschnitt um 10,8 % zunahm.